# Anna von Oldenburg

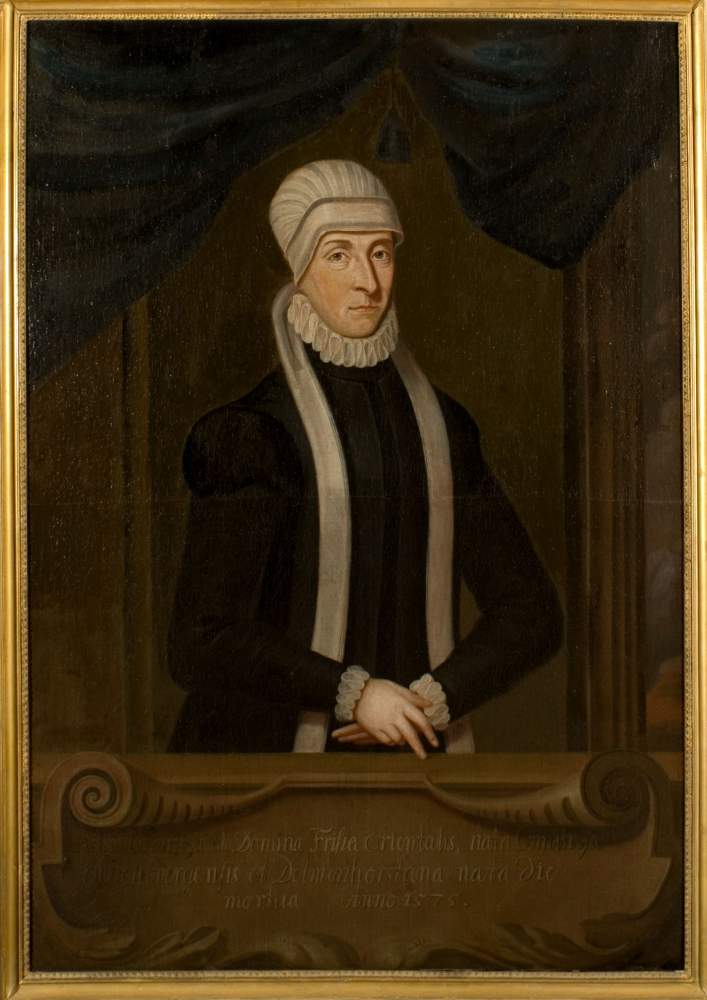
Anna von Oldenburg

Anna von Oldenburg (* 14. November 1501 in Oldenburg; † 24. September 1575 in Emden) war Gräfin von Ostfriesland und seit 1540 vormundschaftliche Regentin des Landes.

## Leben
Anna war die Tochter des Grafen Johann V. von Oldenburg und Anne von Anhalt-Zerbst. Über ihre Kindheit ist wenig bekannt. Als Jugendliche schickten ihre Eltern sie zur Erziehung an den kurbrandenburgischen Hof nach Cölln. Am 6. März 1530 heiratete sie den regierenden Grafen von Ostfriesland, Enno II. aus dem Hause Cirksena. Damit sollten die  territorialen Auseinandersetzungen beider Dynastien im Nordseeküstenraum beendet werden.
Nach dem frühen Tod ihres Mannes am 24. September 1540 übernahm Anna 1542 die Vormundschaftsregentschaft für ihre noch unmündigen Kinder. Ihre beiden jüngeren Söhne schickte sie nach Straßburg in das Gymnasium des Johannes Sturm, ihre Töchter wuchsen am Hof Friedrichs II. in Heidelberg auf.
Ihre bis 1561 dauernde Regentschaft, die von den Landständen gestützt wurde, strebte in der Reformationszeit einen Ausgleich durch ein konfessionelles Koexistenzsystem an: Obwohl sie persönlich der reformierten Konfession zuneigte, erkannte sie offenkundig, dass gegenüber dem ostfriesischen Adel, in dem das Luthertum wie der Zwinglianismus gleichermaßen verbreitet war, keine der beiden protestantischen Konfessionen als territoriales Landesbekenntnis durchsetzbar war. Auch Katholiken und Spiritualisten wurden in ihrer Regentschaft weiterhin im Lande geduldet und an ihrer Glaubensausübung nicht gehindert. Sie verfolgte eine Politik, die „Merkmale einer konfessionsneutralen und vermittelnden Haltung aufwies“. Allein auf Druck des Kaisers verbot sie 1549 den Täufern den Aufenthalt in der Grafschaft. Wichtiger Berater und Vertrauter war bis zu seinem Tode 1566 in allen Belangen ihr Bruder, Graf Christoph von Oldenburg.
Gräfin Anna erließ im Jahre 1545 eine Polizeiordnung, in der auch das Gerichtswesen von Ostfriesland neu geregelt wurde. Darin wurden der Hofkanzlei neben Verwaltungsaufgaben noch ausgeprägtere Rechtsprechungskompetenzen zugesprochen. Speziell dafür ernannte Räte und Gelehrte bildeten nun das Kanzleigericht. Es wurde in zweiter oder dritter Instanz tätig, stellte jedoch für die Hofbediensteten und den Adel auch die erste Instanz dar.
Unter Annas Herrschaft flammte 1556 noch ein letztes Mal der bewaffnete Konflikt mit dem Harlingerland auf, als der Herr des Harlingerlandes, Graf Johann II. von Rietberg, genannt „der Tolle“, sich eines Landstriches beim Accumer Tief bemächtigte. Anna klagte daraufhin vor dem Reichskammergericht und beim Niederrheinisch-Westfälischen Reichskreis. Johann, der sich auch anderweitig viele Feinde gemacht hatte, starb schließlich 1562 in Gefangenschaft des Reichskreises.
Eine für die weitere Entwicklung Ostfrieslands sehr gravierende politische Entscheidung fällte Gräfin Anna, als sie die erste von ihrem Schwiegervater Edzard I. eingeführte Primogenitur abschaffte, indem sie 1558 festlegte, dass die Regierung über das Herrschaftsterritorium nach ihrer Regentschaft von ihren drei Söhnen Edzard, Christoph und Johann gemeinsam ausgeführt werden sollte. Dazu veranlasste sie 1558 die Belehnung ihrer drei Söhne mit der Grafschaft durch den Kaiser.
Mit diesem Schachzug wollte sie vermutlich vor allem den Einfluss des Hauses Wasa in der Grafschaft eindämmen, der sich durch die Ehe ihres ältesten Sohnes Edzard mit Katharina Wasa, der ältesten Tochter des schwedischen Königs Gustav I. Wasa, anbahnte. Sie nahm aber damit Edzard sein Recht auf die alleinige Herrschaft über die Grafschaft, was de facto eine – auch konfessionelle – Teilung Ostfrieslands zur Folge hatte, denn Johann vertrat wie seine Mutter die calvinistische, Edzard II. die lutherische Glaubensrichtung.
Nach dem Tode des zweitgeborenen Sohnes Christoph im Jahre 1566 verschärfte sich der bereits zuvor entstandene Machtkampf unter den Brüdern Edzard und Johann, der einerseits eine Ausübung landesherrlicher Macht erheblich blockierte und den Adel und das Emder Bürgertum stärkte. Der Bruderkampf bildete andererseits die Grundlage für die Koexistenz der Glaubensbekenntnisse in Ostfriesland: Da sich keiner der beiden gegen den anderen durchsetzen konnte, gelang es dem Lutheraner Edzard nicht, eine lutherische Landeskirche einzurichten.
Auch von ihrem Witwensitz in Greetsiel griff sie weiter in die Regierung ein und bewahrte sich „ihre Autorität gegenüber den Beamten des Landes und auch gegenüber ihren streitenden Söhnen“.
Menso Alting war erst kurze Zeit Prediger in Emden, als Gräfin Anna am 24. September 1575 verstarb. Er hielt zu ihrer Beisetzung in der Familiengruft der Großen Kirche in Emden, der „Moederkerk“ der reformierten Kirche, seine erste wichtige, calvinistisch geprägte Leichenpredigt.

## Familie
Aus der Ehe Annas mit Graf Enno II. gingen sechs Kinder hervor:
- Elisabeth, * 10. Januar 1531; † 6. September 1555, heiratete 1553 Graf Johann V. von Schaumburg-Pinneberg (1531–1560)
- Edzard II. * 24. Juni 1532; † 1. September 1599
- Hedwig, * 29. Juni 1535; † 4. November 1616, heiratete am 8. Oktober 1562 Herzog Otto II. von Braunschweig-Harburg (1528–1603)
- Anna, * 3. Januar 1534; † 20. Mai 1552
- Christoph, * 8. Oktober 1536; † 29. September 1566 (in Komárom (Ungarn))
- Johann, * 29. September 1538; † 29. September 1591.